# Universidade Beihang
Universidade Beihang (chinês tradicional: 北航大學, chinês simplificado: 北航大学, pinyin: Běiháng Dàxué), anteriormente conhecida como Universidade de Aeronáutica e Astronáutica de Pequim (chinês tradicional: 北京航空航天大學, chinês simplificado: 北京航空航天大学, pinyin: Běijīng Hángkōng Hángtiān Dàxué), abreviado como BUAA ou Beihang (chinês: 北航, pinyin: Běiháng), é uma importante universidade pública de pesquisa localizada no distrito de Haidian, Pequim, China, com ênfase em engenharia, tecnologia e ciências exatas.